# Cycloponympha
Cycloponympha là một chi côn trùng, thuộc họ Tineidae hoặc Lyonetiidae.

## Các loài
- Cycloponympha hermione Meyrick, 1921
- Cycloponympha julia Meyrick, 1913
- Cycloponympha perspicua Meyrick, 1913